# Xã Mound, Quận Slope, Bắc Dakota
Xã Mound (tiếng Anh: Mound Township) là một xã thuộc quận Slope, tiểu bang Bắc Dakota, Hoa Kỳ. Năm 2010, dân số của xã này là 7 người.